# Salmo 134

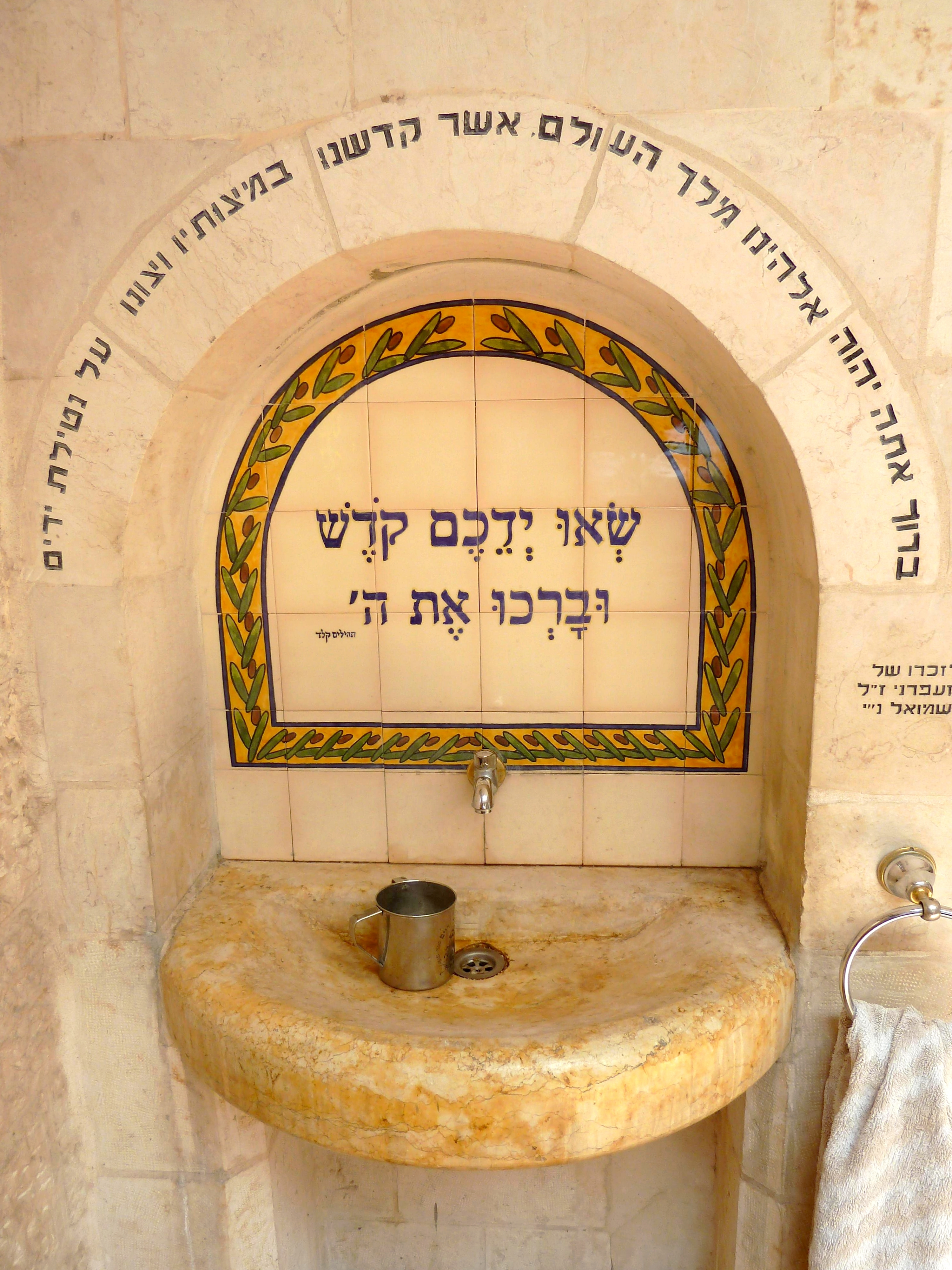
Versículo 2 del salmo, escrito sobre un lavabo utilizado para el lavado ritual de manos en la sinagoga Beit El, en la ciudad vieja de Jerusalén

El Salmo 134 es el salmo 134 del Libro de los Salmos, que forma parte de la Tanakh (Biblia en hebreo) y del Antiguo Testamento cristiano, y que comienza en inglés en la versión del rey Jacobo: «He aquí, bendecid al Señor, todos vosotros, siervos del Señor». Su título en latín es «Ecce nunc benedicite Dominum». Es la última de las quince Cánticos de Ascensión («Shir Hama'alot») y uno de los tres Cánticos de Ascensión que consta de solo tres versículos. La Nueva Biblia del rey Jacobo titula este salmo «Alabando al Señor en su casa por la noche».
Este salmo es el «Salmo 133» en el sistema de numeración ligeramente diferente de las versiones griega Septuaginta y latina Vulgata de la Biblia.
El salmo forma parte habitual de las liturgias judía, católica, luterana, anglicana y otras protestantes. A menudo se ha puesto música y se ha parafraseado en himnos. El salmo corto forma parte del servicio católico diario Completas, para el que compositores como Tomás Luis de Victoria y Orlande de Lassus compusieron arreglos en latín. Se utiliza con frecuencia en la Oración anglicana de la tarde , con arreglos de John Dowland y [[Benjamin Rogers (músico)|Benjamin Rogers], entre otros.

## Texto bíblico
La siguiente tabla muestra el texto en hebreo del Salmo con vocales, junto con el texto en griego koiné de la Septuaginta y la traducción al español de la Biblia del Rey Jacobo. Tenga en cuenta que el significado puede diferir ligeramente entre estas versiones, ya que la Septuaginta y el texto masorético provienen de tradiciones textuales diferentes. En la Septuaginta, este salmo está numerado como Salmo 133.
| # | Hebreo                                                              | Español | Griego |
| - | ------------------------------------------------------------------- | --- | --- |
| 1 | שִׁ֗יר הַֽמַּ֫עֲל֥וֹת הִנֵּ֤ה ׀ בָּרְכ֣וּ אֶת־יְ֭הֹוָה כׇּל־עַבְדֵ֣י יְהֹוָ֑ה הָעֹמְדִ֥ים בְּבֵית־יְ֝הֹוָ֗ה בַּלֵּילֽוֹת׃ | (A Cánticos de Ascensión.) Bendecid al Señor, todos los siervos del Señor, que estáis de noche en la casa del Señor. | ᾿ῼδὴ τῶν ἀναβαθμῶν. - ΙΔΟΥ δὴ εὐλογεῖτε τὸν Κύριον, πάντες οἱ δοῦλοι Κυρίου οἱ ἑστῶτες ἐν οἴκῳ Κυρίου, ἐν αὐλαῖς οἴκου Θεοῦ ἡμῶν. |
| 2 | שְׂאֽוּ־יְדֵכֶ֥ם קֹ֑דֶשׁ וּ֝בָרְכ֗וּ אֶת־יְהֹוָֽה׃                                         | Levantad vuestras manos en el santuario y bendecid al Señor.                                                         | ἐν ταῖς νυξὶν ἐπάρατε τὰς χεῖρας ὑμῶν εἰς τὰ ἅγια καὶ εὐλογεῖτε τὸν Κύριον.                                                       |
| 3 | יְבָרֶכְךָ֣ יְ֭הֹוָה מִצִּיּ֑וֹן עֹ֝שֵׂ֗ה שָׁמַ֥יִם וָאָֽרֶץ׃                                     | El Señor que hizo el cielo y la tierra te bendiga desde Sión.                                                        | εὐλογήσαι σε Κύριος ἐκ Σιὼν ὁ ποιήσας τὸν οὐρανὸν καὶ τὴν γῆν.                                                                    |

### Versión Reina-Valera
1. He aquí, bendecid al Señor, todos vosotros, siervos del Señor, que estáis de noche en la casa del Señor.
2. Levantad vuestras manos en el santuario y bendecid al Señor.
3. El Señor que hizo el cielo y la tierra te bendiga desde Sion.

## Comentarios

### De la Iglesia católica

#### A todo el salmo
Este salmo, el más breve entre los cánticos de Ascensión —y, junto con el Salmo 117, uno de los más cortos de todo el Salterio—, retoma y desarrolla la bendición final del salmo anterior (cf. Sal 133,3b). Enmarca una escena litúrgica en el Templo: las palabras iniciales (vv. 1-2) corresponden a los fieles que, al concluir el servicio vespertino, se despiden animando a los ministros del Templo a continuar la alabanza durante la noche; la última parte (v. 3) recoge la respuesta de los sacerdotes o levitas, quienes desean al pueblo la bendición del Señor desde Sión. Por este carácter conclusivo y su tono de alabanza, se ha ubicado como colofón de los salmos de peregrinación (cf. Sal 120–134), y guarda similitud con el Salmo 117, que también se distingue por su brevedad y su intensidad litúrgica. La primera parte exhorta a los servidores del Templo a bendecir al Señor incluso durante la noche, signo de vigilancia, fidelidad y alabanza constante. La segunda parte invoca la bendición del Señor creador, dirigida a todos los fieles. Desde una perspectiva cristiana, esta alabanza nocturna encuentra su plenitud en Jesucristo, el verdadero Siervo del Señor, que alabó al Padre diciendo: «Yo te alabo, Padre, Señor del cielo y de la tierra, porque has ocultado estas cosas a los sabios y prudentes y se las has revelado a los pequeños» (Mt 11,25). Por medio de Él, además, alcanzamos toda bendición espiritual, como recuerda san Pablo: «Bendito sea Dios… que nos ha bendecido en Cristo con toda clase de bendiciones espirituales en los cielos» (Ef 1,3).

#### A los versículos 1-2
La bendición en los versículos 1-2 del salmo tiene un movimiento ascendente: es el pueblo —en particular los siervos del Templo— quien eleva su alabanza a Dios, reconociéndolo como Señor y dándole gracias. En cambio, el versículo 3 presenta la bendición en sentido descendente: es Dios quien se inclina hacia su pueblo para colmarlo de sus dones y protección. Este intercambio de bendiciones expresa una relación viva entre Dios y su comunidad. La expresión «por las noches estáis» —más literalmente, «permanecéis en pie durante la noche»— indica una actitud de vigilancia activa y constante dedicación al culto (cf. 1 Cr 16,37-43; 23,30-31). Se trata de una alabanza que no cesa, una oración que se prolonga incluso en la oscuridad, signo de fidelidad permanente ante Dios. Este doble sentido de la bendición —ascendente y descendente— está también en las bendiciones litúrgicas de la Iglesia. Cuando la comunidad bendice a Dios, lo hace en forma de alabanza, acción de gracias y reconocimiento de su grandeza. Y cuando la Iglesia invoca la bendición divina sobre los fieles, pide que el Señor derrame sobre ellos su gracia, su paz y sus bienes espirituales. Esta dinámica, presente ya en el Antiguo Testamento, alcanza su plenitud en Cristo, mediador entre Dios y los hombres, en quien convergen la bendición del hombre a Dios y la de Dios al hombre.

Todo lo que Dios ha creado y continúa conservando en el mundo con su gracia providente nos da fe de la bendición de Dios y nos invita e impulsa a bendecirlo. Esto vale principalmente después que el Verbo encarnado comenzó a santificar todas las cosas del mundo gracias al misterio de su encarnación. Las bendiciones miran primaria y principalmente a Dios, cuya grandeza y bondad ensalzan; pero, en cuanto que comunican los beneficios de Dios, miran también a los hombres, a los que Dios rige y protege con su providencia; pero también se dirigen a las cosas creadas, con cuya abundancia y variedad Dios bendice al hombre.

#### Al versículo 3
La bendición final sobre los fieles, pronunciada por el sacerdote o levita, evoca la fórmula establecida para los hijos de Aarón en Números 6,24: «El Señor te bendiga y te guarde…». Sin embargo, en este salmo se introduce una dimensión particular: se subraya que la bendición proviene del Señor que habita en Sión, es decir, desde el lugar santo donde se manifiesta su presencia entre el pueblo. Al mismo tiempo, este Dios que bendice desde su santuario no es un dios local o limitado, sino el Creador del cielo y de la tierra. Esta afirmación resalta su soberanía universal y refuerza la confianza del pueblo: quien mora en el Templo es el mismo que sostiene y gobierna todo el cosmos. Así, la bendición no solo es eficaz por la cercanía litúrgica del Señor en Sión, sino también por su poder como Señor del universo. Esta doble afirmación —presencia cercana y majestad creadora— da a la bendición una profundidad teológica que trasciende lo meramente ritual.

Bendecir es una acción divina que da la vida y cuya fuente es el Padre. Su bendición es a la vez palabra y don (“bene–dictio”, “eu–logia”). (…) Desde el comienzo y hasta la consumación de los tiempos, toda la obra de Dios es bendición. Desde el poema litúrgico de la primera creación hasta los cánticos de la Jerusalén celestial, los autores inspirados anuncian el designio de salvación como una inmensa bendición divina.

## Antecedentes y temas
El ministro Matthew Henry, inconformismo anglicano, señala que, como último de los Cánticos de los peregrinos, este salmo sirve como conclusión adecuada al canto de todos los Cánticos de los peregrinos en el Templo de Jerusalén, que tenía lugar por el día, ya que exhorta a «los ministros a continuar con su trabajo por la noche cuando las solemnidades del día habían terminado». El salmo también podría interpretarse como un «diálogo», ya que en los versículos 1 y 2 se ordena a los sacerdotes y levitas que servían en el Templo que dediquen su tiempo durante la guardia nocturna a actos de devoción en lugar de a charlar; y en el versículo 3 se insta a estos devotos a rezar por quien les ordenó en el versículo 1, ya sea el sumo sacerdote o un capitán de la guardia nocturna. Una nota en la Biblia de Jerusalén sugiere que el diálogo involucra a peregrinos y ministros del templo. Del mismo modo, el predicador bautista Charles Spurgeon postula que el versículo 1 fue recitado por los peregrinos de la fiesta que salían del templo en la oscuridad de la madrugada; al ver a los guardias con sus lámparas en la pared del templo, se despidieron de estos leales cuidadores del santuario. A cambio, los sacerdotes bendicen a los peregrinos que parten en el versículo 3. Spurgeon extrapola de esto la necesidad de que los feligreses oren por quienes los atienden y de que los ministros pronuncien bendiciones sobre sus congregaciones.
El Midrash Tehillim relaciona el contenido de este salmo con varias prácticas judías. Rabí Yochanan dice que los «siervos del Señor que están en la casa del Señor por la noche», mencionados en el versículo 1, se refieren a aquellos que se dedican al estudio nocturno de la Torá, lo que Dios considera en el mismo sentido «como si se ocuparan del servicio del sacerdote en la casa del Señor». El midrash relaciona el levantamiento de las manos en preparación para bendecir al Señor en el versículo 2 con la práctica de levantar la copa de vino con ambas manos para el recital del Birkat Hamazón (Bendición después de las comidas). El midrash conecta además este versículo con la Bendición sacerdotal, ya que el rabino Simeón ben Pazzi dice que un Kohen que no se haya lavado las manos ritualmente no puede levantarlas para invocar la Bendición sacerdotal.
El Zohar también explica que el versículo 2 se refiere a los kohanim (miembros de la clase sacerdotal judía) que otorgan la bendición sacerdotal a la congregación en la sinagoga con las manos levantadas. Antes de pronunciar la bendición, los kohanim deben lavarse las manos ritualmente. No lo hacen ellos mismos; más bien, el lavado de manos lo realizan miembros de la clase levítica, «que son santos». Si no hay ningún levita presente en la sinagoga, un hijo primogénito vierte el agua, ya que él también es llamado «santo».

## Usos

### Judaísmo
El Salmo 134 se recita en algunas comunidades después de la Shabat oración de la tarde entre Sucot y Shabat Hagadol (el Shabat anterior a Pascua). En el Siddur Avodas Yisrael, el salmo completo se recita antes de la plegaria vespertina de Maariv los días de semana. El salmo también se recita completo antes de participar en el estudio de la Torá.
Los versículos 1 y 2 forman parte de la poesía penitencial de Selijot.
Durante el lavado ritual de las manos antes de partir el pan, algunos recitan el versículo 2 antes de la bendición de al netilat yadayim.

### Iglesia católica
El salmo, que menciona la «noche», forma parte del rito benedictino de la oración vespertina diaria Completas. Después de la reforma del breviario romano por el papa Pío X, solo se usaba los domingos y en las solemnidades. En la liturgia de las horas forma parte de las completas en la víspera del domingo y en las solemnidades. Para facilitar la comprensión se le asigna a cada salmo un título en rojo (rúbrica) que no forma parte del salmo. El título del Salmo 134 es Oración vespertina en el templo.

### Iglesia ortodoxa copta
En el Agpeya, el Libro de Horas de la Iglesia Copta, este salmo se reza Completas y la tercera vigilia del oficio de medianoche. También está en la oración del Velo, que generalmente solo rezan los monjes.

### Comunión anglicana
La traducción del salmo del Libro de Oración Común consta de cuatro versículos:
1. Contemplad ahora, alabad al Señor: todos vosotros, siervos del Señor;
2. vosotros que por la noche estáis en la casa del Señor: incluso en los atrios de la casa de nuestro Dios.
3. Levantad vuestras manos en el santuario: y alabad al Señor.
4. El Señor que hizo el cielo y la tierra: os bendiga desde Sion.

En la Iglesia de Irlanda y otras iglesias de la Comunión anglicana, este salmo (que figura como «Ecce Nunc») también figura como cántico. 

## Ajustes musicales
Entre los himnos basados en el Salmo 134 se encuentra «Venid, todos los siervos del Señor», que Arlo D. Duba escribió en 1984 con la melodía de Old Hundredth.
Tomás Luis de Victoria puso el salmo en latín, Ecce nunc benedicite, para doble coro. El compositor flamenco Orlande de Lassus escribió el motete Ecce nunc benedicite Dominum para siete voces a capela, utilizando un amplio rango desde el bajo hasta la soprano muy aguda.
John Dowland proporcionó un arreglo en inglés, «Behold and have regard», a la colección The Whole Booke of Psalmes, con obras de diez compositores, publicada en 1592 por Thomas Este.  Benjamin Rogers puso la versión en el Libro de Oración Común, Behold, now praise the Lord, para coro a capela en el siglo XVII. Malcolm Hill compuso una versión en inglés para coro mixto y órgano en 1996, titulada «Meditation on Psalm 134» (Meditación sobre el Salmo 134). 
Heinrich Schütz compuso una paráfrasis métrica del Salmo 134 en alemán, «Den Herren lobt mit Freuden», SWV 239, para el Salterio de Becker, publicado por primera vez en 1628.